# Luboš Kozel
Luboš Kozel (* 16. März 1971 in Vlašim) ist ein ehemaliger  tschechischer Fußballspieler und heutiger Fußballtrainer.

## Spieler
Luboš Kozel begann mit dem Fußballspielen bei Jawa Divišov. Im Alter von 15 Jahren wechselte der Abwehrspieler zu BS Vlašim in seine Geburtsstadt. 1989 wurde Kozel von ČSAD (später Švarc) Benešov verpflichtet. Nach guten Leistungen in der 2. Liga wechselte Kozel im Sommer 1993 zu Slavia Prag. Mit Slavia wurde Kozel 1995 Tschechischer Meister, im UEFA-Pokal 1995/96 erreichte die Mannschaft das Halbfinale.
Am 13. Dezember 1995 hatte Luboš Kozel auf der Liberoposition in der Tschechischen Nationalmannschaft debütiert. Im Qualifikationsspiel zur Weltmeisterschaft 1998 gegen die Färöer-Inseln am 20. August 1997 gelang ihm sein einziger Treffer in insgesamt neun Länderspielen, die Partie endete 2:0.
Anfang 2002 wechselte er zum Újpest FC nach Budapest, der zugleich auch Radek Slončík verpflichtete. In der ungarischen Liga absolvierte Kozel 24 Spiele, in denen er zwei Tore schoss. Im Januar 2003 kehrte er nach Tschechien zurück und spielte fortan für FC Bohemians Prag. Kozel, den seine gesamte Karriere über Knieprobleme begleiteten, bestritt für Bohemians zehn Spiele und wechselte nach einem halben Jahr zu Viktoria Pilsen. In Pilsen kam Kozel auf neun Spiele und beendete nach der Hinrunde aufgrund von Verletzungssorgen seine Laufbahn.

## Trainer
Direkt im Anschluss an seine Spielerlaufbahn kehrte Kozel zu Slavia Prag zurück und arbeitete zunächst als Assistent beim B-Team. Im Sommer 2005 übernahm er die Position des Cheftrainers bei der zweiten Mannschaft. Zur Saison 2007/08 unterschrieb Luboš Kozel einen Zweijahresvertrag beim FK Jablonec. Nach nur sechs Punkten aus den ersten neuen Spielen wurde Kozel am 8. Oktober 2007 entlassen. Eine Woche später wurde er Co-Trainer bei Slovan Liberec. Nachdem Kozel im November 2009 bei Slovan Liberec freigestellt worden war, übernahm er im Dezember des gleichen Jahres den Posten des Cheftrainers beim Zweitligisten FK Dukla Prag. Hier blieb er bis 2016 und arbeitete anschließend mehrere Jahre als Jugendtrainer im tschechischen Fußballverband. Zwischen 2019 und 2021 war Kozel Trainer bei Baník Ostrava, bevor drei Jahre bei Slovan Liberec tätig war. Im Sommer 2024 übernahm er den Cheftrainerposten bei FK Jablonec.